# デビルズ大分
デビルズ大分（デビルズおおいた、英: Devils Oita）は、大分県を拠点に活動しているバスケットボールチーム。

## 概要
大分に再びプロバスケットボールチームををテーマに掲げ、かつて大分ヒートデビルズに所属していた高倉佑貴が2020年に設立。
当初5人制チームはB.LEAGUE・3人制チームは3x3.EXE PREMIERへの参入をそれぞれ目指していた。しかし、クラブの財政難により活動継続が難しくなったとして、2023年5月に地域リーグ参加中だった5人制トップチームの活動を停止。現在はU-15チームとアカデミーの育成部門のみに特化して活動している。

### ユニフォーム

#### ユニフォームサプライヤー
- 2020 - 現在：BFIVE

## 歴史
- 2020年（令和2年）：設立。
- 2021年（令和3年）
  - 7月30日：天皇杯大分県社会人予選で優勝。
  - 12月7日：全日本社会人バスケットボール選手権大分県予選で優勝。
- 2023年（令和5年）
  - 5月1日：トップチームの活動休止を発表[2]

## 選手とスタッフ

### 選手
| No. | 名前       | ポジション           | 身長  | 体重 | 出身                     |
| --- | ---------- | -------------------- | ----- | ---- | ------------------------ |
| 0   | 根之木拓実 | ガード               | 170cm | 67kg | 大分県立臼杵高等学校     |
| 1   | 大町イサ男 | パワーフォワード     | 186cm | 82kg | 長崎海星高等学校         |
| 2   | 山下陸     | パワーフォワード     | 172cm | 66kg | 熊本県立玉名工業高等学校 |
| 3   | 名島望     | フォワード           | 180cm | 70kg | 熊本県立玉名工業高等学校 |
| 8   | 安東修司   | パワーフォワード     | 182cm | 85kg | 倉敷芸術科学大学         |
| 11  | 山下直人   | シューティングガード | 181cm | 76kg | 熊本県立玉名工業高等学校 |
| 13  | 田上元己   | フォワード           | 185cm | 90kg | 近畿大学                 |
| 14  | 阿部駿太   | ポイントガード       | 171cm | 73kg | 国士舘大学               |
| 18  | 楢原伶     | パワーフォワード     | 185cm | 87kg | 福岡大学                 |
| 20  | 甲斐恒史   | スモールフォワード   | 178cm | 79kg | 宮崎産業経営大学         |
| 32  | 高倉佑貴   | ガード               | 172cm | 65kg | 九州東海大学             |
| 56  | 西村凌     | ポイントガード       | 168cm | 62kg | 佐賀西高等学校           |
| 77  | 高倉新     | シューティングガード | 178cm | 75kg | 大分県立日田林工高等学校 |